# Acalypha madreporica
Acalypha madreporica är en törelväxtart som beskrevs av Henri Ernest Baillon. Acalypha madreporica ingår i släktet akalyfor, och familjen törelväxter. Inga underarter finns listade i Catalogue of Life.